# Yukito Kishiro
Yukito Kishiro (木城ゆきと?, Kishiro Yukito; Tokyo, 20 marzo 1967) è un fumettista giapponese famoso soprattutto per essere l'autore del manga Alita l'angelo della battaglia.
Mostra subito un grande talento vincendo a 17 anni il titolo di Miglior Nuovo Artista ad un concorso del periodico Shonen Sunday con la storia Kikai. Dopo aver completato gli studi, si dedica totalmente ai fumetti, pubblicando nel 1988 il fumetto horror Kaiyosei. Ottenendo un enorme consenso da pubblico e critica inizia a pubblicare storie brevi per le case editrici Shogakukan e Kadokawa Shoten.
Nel 1990 inizia la stesura di Alita l'angelo della battaglia (Gunnm) che viene pubblicato nel 1991 ottenendo uno straordinario successo. La Viz Comics subito traduce il fumetto in inglese per il mercato statunitense, col nome di Battle Angel Alita, ottenendo un ampio successo.  Prosegue la collaborazione con la casa editrice Shūeisha continuando a produrre circa 2 manga ogni anno. Nel 1995 inizia a lavorare ai fumetti Ashen Victor (Haisha) e Aqua Knight, quest'ultimo poi sospeso da Kishiro stesso per dedicarsi al seguito di Alita l'angelo della battaglia, Alita Last Order.

## Opere
- Kikai (1984)
- Kaiyosei (1988)
- Hito (1988)
- Dai-Majin (1989)
- Mirai Tokyo Headman (1989)
- Uchū Kaizoku Shōnendan (1990)
- Alita l'angelo della battaglia (Gunnm) (1991-1995)
- Ashen Victor (Haisha) (1997)
- Alita Altre storie (1997)
- Aqua Knight (1998)
- Alita Last Order (2000-2014)
- Alita: Mars Chronicle (2014-)